# عملیات محرم
عملیات محرم عملیات نظامی تهاجمی محدود نیروهای مسلح ایران، در خلال جنگ ایران و عراق بود، که به مدت ۱۰ روز، در آبان‌ماه ۱۳۶۱ به‌صورت مشترک توسط نیروی زمینی ارتش و سپاه پاسداران، در منطقه دهلران و موسیان انجام شد. عملیات محرم با هدف تصرف ارتفاعات سرکوب منطقه حمرین و قرار گرفتن در موضع برتر تاکتیکی، طراحی و اجرا گردید، که با انجام آن، ۷۰۰ کیلومتر مربع از خاک ایران آزاد شد، همچنین ۳۰۰ کیلومتر مربع از خاک عراق نیز توسط نیروهای ایرانی تصرف گردید.

## پیش زمینه
ارتش عراق با در اختیار داشتن ارتفاعات در منطقه شرهانی و زبیدات، علاوه بر محفوظ نگاه داشتن یک خط پدافندی، جاده دهلران به عین خوش را که نزدیک‌ترین معبر وصولی جبهه‌های میانی و جنوبی بود، زیر دید و تیر خود داشت. مضاف بر این که مواضع پدافندی ارتش عراق به گونه‌ای بود، که می‌توانست به اشغال چندین حوزه نفتی و تأسیسات مستقر در آن‌ها، در منطقه بیات ادامه دهد. به همین لحاظ و نیز با هدف تصرف ارتفاعات سرکوب منطقه و قرار گرفتن در موضع برتر تاکتیکی، با راندن نیروهای عراقی به سوی دشت، طرح عملیات محرم در دستور کار فرماندهان ایرانی قرار گرفت.

## اهداف
- تصرف ارتفاعات ۲۹۸ و ۴۰۰ (بلندترین ارتفاع منطقه)
- آزادسازی جاده عین خوش به دهلران از زیر دید و تیر نیروهای عراقی (این جاده نزدیک‌ترین راه ارتباطی غرب به جنوب بود)
- آزادسازی قسمتی از زمین‌هایی که در اشغال ارتش عراق بود
- زیر آتش قرار دادن جاده بصره به العماره
- زیر آتش قرار دادن شهرک طیب و تصرف شهرک زبیدات
- آزادسازی چند میدان نفتی ایرانی و تصرف چند میدان نفتی عراق
- در صورت موفقیت نیروهای ایرانی در این عملیات، بازگشت مردم دهلران و موسیان به محل زندگیشان، امکان‌پذیر بود.[۶]

## طرح عملیات
طرح عملیات به گونه‌ای بود که بر مبنای آن تصرف ارتفاعات ۲۹۸ و ۴۰۰ از یک‌سو و حمله به سایر ارتفاعات سرکوب منطقه از سمت چم سری و چم هندی مورد تدبیر قرار گرفت. قائم ۱ می‌بایست از سمت شمال تا جنوب ارتفاعات ۲۹۸ وارد عمل می‌شد و علاوه بر گرفتن سرپل در غرب رودخانه میمه، مسئولیت محاصره این ارتفاعات و پدافند به سمت غرب را بر عهده داشت. قائم ۲ در جنوب ارتفاعات ۲۹۸ و شمال ارتفاعات ۴۰۰ وارد عمل شده و مسئولیت الحاق قائم ۱ با قائم ۳ را بر عهده داشت. قائم ۳ از شمال و جنوب ارتفاعات ۳۰۰ و ۴۰۰ به سمت غرب وارد علم شده و علاوه بر تصرف قلل این ارتفاعات، می‌بایست با قائم ۲ و ۴ الحاق کند. قائم ۴ از سمت چم‌سری به طرف غرب، از مقابل پاسگاه ربوط به طرف غرب و از شمال چم‌هندی به طرف غرب حرکت کرده و ضمن تصرف ارتفاعات سرکوب منطقه، به طرف جنوب پدافند کند.

## جغرافیا
ویژگی این منطقه، وجود ارتفاعات جبال حمرین بود، که به‌عنوان خط مرزی قراردادی دو کشور، قبل از حمله عراق به ایران مطرح می‌شد. بلندترین قله این رشته‌کوه، به ارتفاع ۴۰۰ متر، در خاک ایران قرار دارد. علاوه بر تپه ۲۹۸ که در خاک ایران قرار دارد، تپه ۱۷۵ در خاک عراق واقع شده و بر محور وصولی عین خوش، چم سری، شرهانی و زبیدات، مشرف می‌باشد، به‌صورتی که امکان تهدید جاده شرهانی به زبیدات توسط نیروهای عراقی، وجود داشت. بر همین اساس و با توجه به تسلط ارتش عراق، بر معابر و منطقه مواصلاتی نیروهای ایرانی، کلیه ترددها در شب و با چراغ خاموش انجام می‌شد. از دیگر عوارض طبیعی منطقه، رودخانه‌های چیخواب، دویریج و میمه بود، که فصلی و به هنگام طغیان، ارتفاع آب آن به ۱۰ برابر حد معمول، که حدود ۳۰ سانتی‌متر می‌باشد، می‌رسد.

## سازمان رزم

### ایران
| - نیروی زمینی سپاه: (۴۹ گردان پیاده و ۱۵۰ دستگاه تانک) - - تیپ ۱۴ امام حسین (۱۲ گردان) - تیپ ۸ نجف اشرف (۱۱ گردان) - تیپ ۲۵ کربلا (۱۰ گردان) - تیپ ۱۷ علی‌ابن‌ابیطالب (۸ گردان) - تیپ ۴۴ قمر بنی‌هاشم (۳ گردان) - تیپ امام سجاد (۵ گردان) | - نیروی زمینی ارتش ایران: (۸ گردان پیاده و ۵۰ دستگاه تانک) - - تیپ ۱ از لشکر ۲۱ حمزه (۳ گردان) - تیپ ۸۴ خرم‌آباد (۴ گردان) - تیپ ۵۸ ذوالفقار (۱ گردان) |

هدایت مستقیم عملیات محرم برعهده قرارگاه قائم؛ متشکل از نیروی زمینی سپاه پاسداران (۶ تیپ) و نیروی زمینی ارتش ایران (۲ تیپ) بود، قرارگاه‌های فرعی نیز عبارت بودند از:
| - قرارگاه قائم ۱: - تیپ ۸ نجف اشرف - قرارگاه قائم ۲: - تیپ ۲۵ کربلا | - قرارگاه قائم ۳: - تیپ ۱۷ علی‌ابن‌ابیطالب - تیپ ۱ از لشکر ۲۱ حمزه - قرارگاه قائم ۴: - تیپ ۱۴ امام حسین - تیپ ۸۴ خرم‌آباد |

### عراق
- نیروی زمینی عراق[۱۲]

| - - تیپ ۶۰ زرهی - تیپ ۴۲ زرهی - تیپ ۲۴ مکانیزه - تیپ ۶۰۶ پیاده - تیپ ۴۲۳ پیاده - تیپ ۵۰۵ پیاده - تیپ ۷۰۴ پیاده | - - گارد مرزی: - تیپ ۱۰۸ - تیپ ۷۰۳ - نیروی مخصوص (۲ گردان) - تیپ حله - تیپ ۳۲ جیش‌الشعبی |

## نبرد

### مرحله اول
عملیات محرم از ساعت ۲۲:۰۷ ۱۰ آبان ۱۳۶۱ آغاز شد. نیروهای عمل‌کننده در محورهای قائم ۱ و ۲ و قسمتی از محور قائم ۳، تا صبح موفق شدند به اهداف تعیین شده خود دست یابند، ولی محور قائم ۴ و قسمتی از محور قائم ۳ به علت طغیان آب رودخانه دویرج، با مشکلاتی مواجه شدند، که با وجود نصب پل چیفتن و انتقال مهمات و نیروها به‌وسیلهٔ هلیکوپتر، این مشکلات حل نشد و به همین دلیل، محدوده ۸ کیلومتر مربع از ارتفاعات ۴۰۰ تا جاده چم سری، در کنترل ارتش عراق باقی ماند، که از طریق آن‌ها جاده عقبه محورهای دیگر نیز تهدید می‌شد.

### مرحله دوم
پوشاندن رخنه موجود در منطقه تصرف شده، هدف مرحله دوم عملیات محرم بود. برای حل این معضل، ۴ گردان از نیروهای سپاه پاسداران از جناحین وارد عمل شدند و ضمن انهدام نیروهای عراقی، با یکدیگر الحاق انجام دادند. این مرحله از عملیات در ساعت ۰۳:۱۵ بامداد روز ۱۲ آبان ۱۳۶۱ آغاز شد که تا ساعت ۶ صبح، دو محور با یکدیگر به‌طور نسبی الحاق کردند و تا عصر همان روز نیز الحاق به‌طور کامل انجام گرفت.

### مرحله سوم
پس از رفع رخنه موجود در مرحله دوم عملیات، فرماندهان ایرانی متوجه شدند که نیروهای عراقی در ارتفاعات مقابل آن‌ها مستقر شده‌اند. در نتیجه، هدف عمده طرح عملیات، که تحمیل خطوط گسترده پدافندی به آنها بود، حاصل نشده بود، که مقرر شد کلیه یگان‌های موجود در منطقه، با نیروهای تحت امر خود، ۵ کیلومتر به سمت غرب پیشروی کرده و جاده آسفالت چم سری، شرهانی، زبیدات و جاده شنی زبیدات به طیب را تأمین نمایند. مرحله سوم عملیات محرم در ساعت ۲۲ روز ۱۵ آبان ۱۳۶۱ آغاز شد و با وارد آمدن تلفات به ارتش عراق و تأمین اهداف مورد نظر، در فردای آن روز پایان یافت. ارتش عراق از بیم محاصره، از محور ربوط و چم هندی عقب‌نشینی کرد و امکانات و ادوات بسیاری را از خود بر جای گذارد.

## نتایج عملیات
در پی انجام عملیات محرم، علاوه بر شکست تبلیغات عراق مبنی بر متوقف کردن نیروهای ایرانی پس از عملیات رمضان، فرماندهان کم‌تجربه ایرانی، به توانایی خود برای انجام عملیات اطمینان پیدا کردند و تصرف شهر العماره عراق را امکان‌پذیر دانستند. انجام عملیات والفجر مقدماتی بر اساس چنین دیدگاهی بود، که طراحی و به مرحله اجرا درآمد. همچنین در نتیجه عملیات محرم علاوه بر آزاد شدن ۷۰۰ کیلومتر مربع از خاک ایران، از جمله ارتفاعات ۴۰۰ و ۲۹۸، پل چم سری، میدان نفتی بیات، نهر عنبر، چم سری و موسیان، جاده عین خوش به دهلران نیز از دید و تیر نیروهای ارتش عراق خارج شد و در مقابل، شهرک طیب عراق، به زیر دید نیروهای ایران درآمد. تصرف ۳۰۰ کیلومتر مربع از خاک عراق، از جمله پاسگاه‌های زبیدات، شرهانی، ابوغریب و تأسیسات نفتی مستقر در منطقه (۳۰ تا ۳۵ حلقه چاه نفت) نیز از دیگر نتایج این عملیات بود.